# Espectro armónico
Un espectro armónico es un espectro que contiene únicamente componentes de frecuencia cuyas frecuencias son múltiplos enteros de la frecuencia fundamental; estas frecuencias se conocen como armónicos. 
"Los parciales individuales no se escuchan por separado, sino que el oído los mezcla en un solo tono".
En otras palabras, si {\displaystyle \omega } es la frecuencia fundamental, entonces un espectro armónico tiene la forma
{\displaystyle \{\dots ,-2\omega ,-\omega ,0,\omega ,2\omega ,\dots \}.}
Un resultado estándar del análisis de Fourier es que una función tiene un espectro armónico si y solo si es periódico.